# Tenoderinae
Tenoderinae (лат.) — подсемейство насекомых семейства настоящих богомолов (Mantidae). Первоначально описано Карлом Бруннером фон Ваттенвилем. Он был восстановлен в рамках крупного пересмотра таксономии богомолов, и содержит много родов, ранее помещенных в подсемейство Mantinae.
Новое размещение означает, что этот таксон является частью надсемейства Mantoidea (группы Cernomantodea) и инфраотряда Schizomantodea. Виды зарегистрированы из Африки, Европы и Азии.

## Классификация
Это подсемейство теперь включает много родов, которые ранее были помещены в другие таксоны, включая Mantinae. В подсемействе выделяют две трибы:

### Триба Paramantini
Подтриба Paramantina
- Alalomantis Giglio-Tos, 1917
- Epitenodera Giglio-Tos, 1911
- Paramantis Ragge & Roy, 1967
- Rhomboderella Giglio-Tos, 1912
- Sphodromantis Stal, 1871

Подтриба Tarachomantina
- Mantasoa Mériguet, 2005
- Nausicaamantis Meriguet, 2018
- Tarachomantis Brancsik, 1892
- Tisma Giglio-Tos, 1917

### Триба Tenoderini
Подтриба Polyspilotina
- Cataspilota Giglio-Tos, 1917
- Plistospilota Giglio-Tos, 1911
- Polyspilota Burmeister, 1838
- Prohierodula Bolivar, 1908

Подтриба Tenoderina
- Mesopteryx Saussure, 1870
- Notomantis Tindale, 1923
- Tenodera Burmeister, 1838
- Tenospilota Roy & Ehrmann, 2014[4]